# 卡普尔
卡普尔是奥地利蒂罗尔州兰德克县的一个市镇。总面积97.49平方公里，总人口2641人，人口密度27.1人/平方公里（2005年）。